# Tijdbal

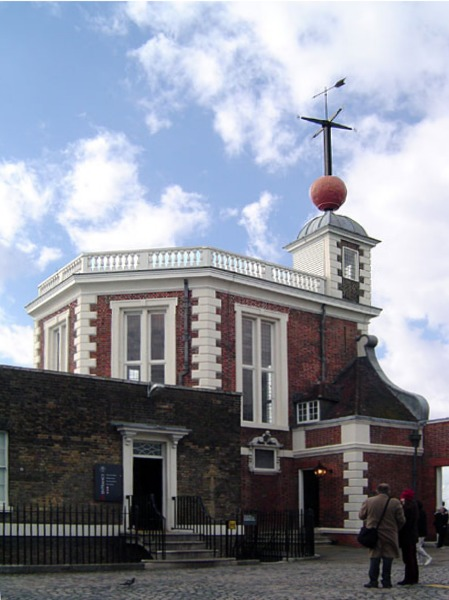
De tijdbal in het Koninklijk Greenwich Observatorium bovenaan rechts op de foto

Een tijdbal is een grote geverfde houten of metalen bal die men elke dag op een vooraf precies bepaald tijdstip langs een stang naar beneden laat vallen, voornamelijk voor zeelieden die daarmee hun uurwerken en chronometers gelijkzetten. Zeelui kunnen door middel van een exacte tijdmeting de precieze lengtegraad bepalen ten opzichte van een plek waarvan deze reeds bekend is.
Een tijdbal wordt gewoonlijk neergelaten om 13:00 uur. Vijf minuten voor het uur wordt hij halfweg opgetrokken om de zeelieden te waarschuwen, twee à drie minuten voor het uur wordt hij tot in de top opgehaald. Precies op het uur, dat door het observatorium op basis van de baan van planeten en de zon wordt bepaald, laat men de bal vallen. Het moment waarop de bal begint te dalen is de referentietijd waarop de horloges en chronometers worden afgesteld, niet het moment waarop de bal neerkomt. Oorspronkelijk moest de tijdbal in of vlak bij het observatorium gelegen zijn, zodra de telegraaf in gebruik kwam kon de tijdbal ook op grotere afstand van het observatorium geplaatst worden. 
De eerste tijdbal werd opgericht te Portsmouth in 1829 door de uitvinder Robert Wauchope, een  kapitein van de Royal Navy. Andere volgden in de belangrijkste havens van het Verenigd Koninkrijk en in 1833 werd er een gebouwd in het Koninklijk Greenwich Observatorium te Greenwich die sedertien elke dag om 13:00 neergelaten wordt.

## Vandaag
Met de intrede van de radiotijdsignalen raakte de tijdbal in onbruik en vele werden begin 20e eeuw afgebroken. Vandaag bestaan er nog een zestigtal exemplaren, waaronder de volgende:
- Deal, Verenigd Koninkrijk
- Fremantle, Australië
- Gdańsk, Polen (heropgebouwd)
- Lyttelton, Nieuw-Zeeland
- Nelsons Monument op Calton Hill, Edinburgh
- Point Gellibrand, Victoria
- Sydney Observatory, Australië
- Victoria & Alfred Waterfront, Kaapstad
- United States Naval Observatory

Een andere tijdbal is de Times Square Ball die men op oudejaarsavond laat zakken.